# Helicopsyche baroua
Helicopsyche baroua là một loài Trichoptera trong họ Helicopsychidae. Chúng phân bố ở miền Australasia.